# Wight (mytologie)

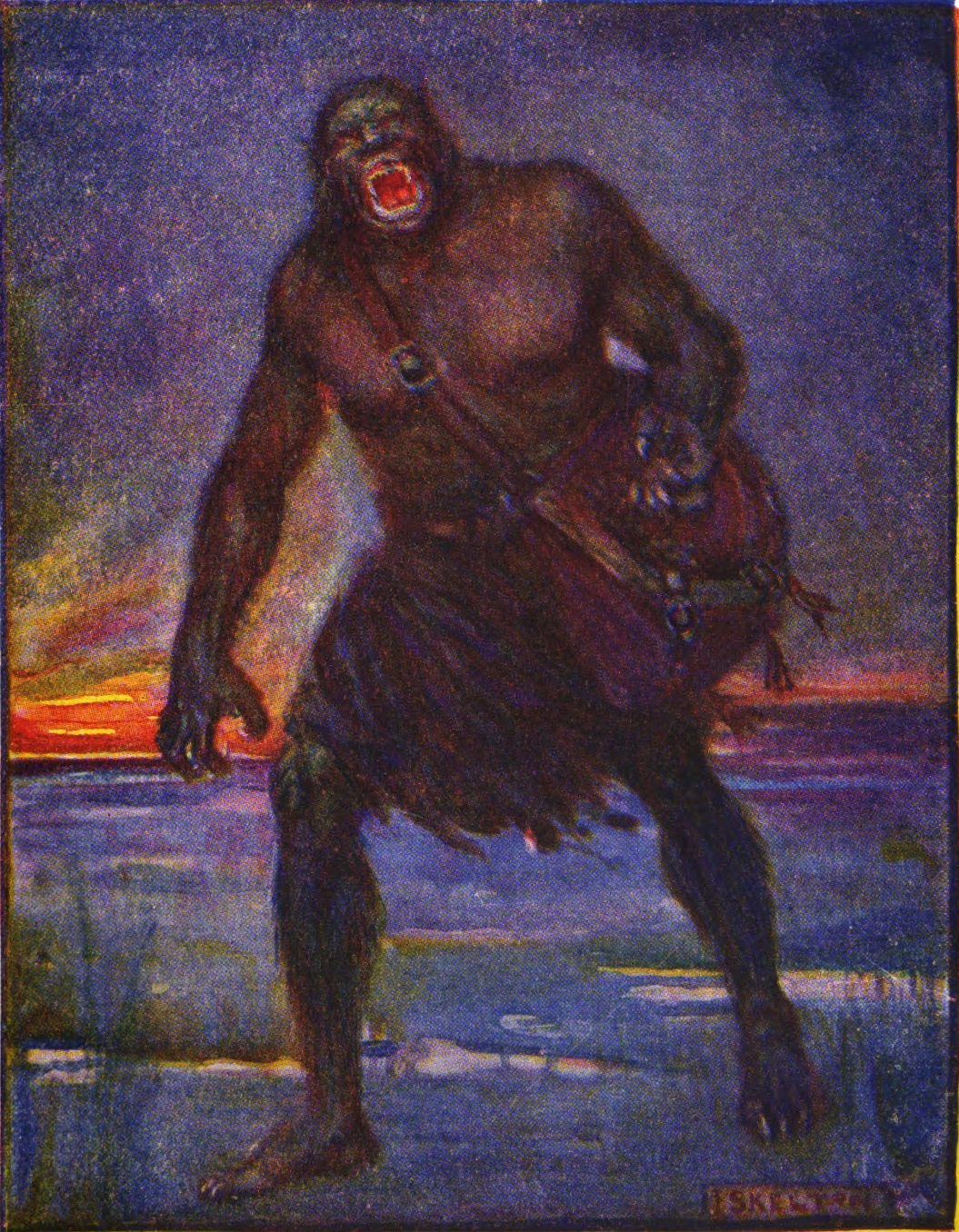
Eoten Grendel, popsaný v Beowulfovi jako wiht unhaélo, „prokleté stvoření“, ilustrace J. R. Skeltona, 1908

Wight je anglické slovo, v původním významu označující jakoukoliv bytost či stvoření, v některých případech specificky nadpřirozenou, mytickou, bytost, ať už špatnou či dobrou. V moderní angličtině jde o archaismus, ale často se objevuje ve fantasy jako označení pro nemrtvého.
Výraz vychází z pragermánského *wihti- a má své analogie například ve starohornoněmeckém wiht, „věc, stvoření, démon“, staroseverském vettr, „věc, stvoření“, gótském, waihts „něco“, v moderních jazycích pak například v nizozemském wicht, „malé dítě“, německém Wicht, „stvoření, malé dítě“, a Wichtel, „(domácí) skřítek“, či švédském vätte, „zemní duch, skřítek“.
Ve staré severštině byly jako landvættir, „stvoření krajiny“, označovány strážná božstva míst. V moderní norštině se jako vette označují především bytosti, které žijí v lidských domovech či jejich blízkosti, ke kterým patří například nissen nebo gardvord. Jako vette, ale také mohou být označeny bytosti podobné huldrám, jako underjordiske, „podzemní (lid)“ nebo tusser, „thursí (lid)“. Vette se na obětovalo na místě zvaném vettehaugen, „kopa bytostí“, jídlo a nápoje.

## Fantasy
Slovo wight se také používá ve fantasy dílech, mezi příklady patří:
- barrow-wights, „mohyloví duchové“ v Pánovi Prstenů J. R. R. Tolkiena
- wight, druh nemrtvého v Dungeons & Dragons
- wight, forma upíra v Vampire: The Masquerade
- wight, bytost ze světa Zaklínače
- wight, druh nemrtvého v Písni ledu a ohně